# Лейф Мортенсен
Лейф Мортенсен (дан. Leif Mortensen, 5 травня 1946) — данський велогонщик.
Срібний призер Олімпійських Ігор 1968 року в груповій шосейні гонці.
Чемпіон світу з велоперегонів на шосе 1969 року в аматорській груповій шосейній гонці, срібний призер 1967 (аматорська роздільна командна гонка), 1969 (аматорська роздільна командна гонка), 1970 (професіональна групова шосейна гонка) років.